# Moulin du Tiège
Le moulin du Tiège est un moulin à vent classé situé à Nil-Saint-Vincent-Saint-Martin, section de la commune belge de Walhain en Brabant wallon.
C'est le moulin à vent le mieux préservé du Brabant wallon.

## Localisation et étymologie
Le moulin est situé près du chemin du Tiège, à la limite des villages de Nil-Saint-Vincent et de Nil-Saint-Martin.
Son nom vient du wallon tiège ou tîdge (du latin *terreus), un terme qui désigne un vieux chemin de terre longeant généralement une crête, voire la crête elle-même,.

## Description
Construit en briques, le moulin possède trois paires de meules, dont l'une consacrée à la mouture du froment, et est garni de tous ses « ustensiles tournants et volants ».

## Historique
Le premier moulin à vent présent sur le territoire de la commune a été élevé en 1615 mais la plupart des moulins à vent seront érigés au XIXe siècle.
Le moulin du Tiège a été édifié en 1834 par la famille Thienpont qui possédait la ferme de la Nouvelle Matourée,.
Il est resté en activité jusqu'au décès de son dernier meunier, Joseph Jean Lorge, en 1946.
Il fait l'objet d'un classement au titre des monuments historiques de Wallonie depuis le 18 juin 1946 sous la référence 25124-CLT-0004-01.
Tous les éléments de la machinerie ont été conservés et restaurés.
|  |  |